# Palame aeruginosa
Palame aeruginosa là một loài bọ cánh cứng trong họ Cerambycidae.